# Bill Muckalt
William Raymond „Bill“ Muckalt (* 15. Juli 1974 in Surrey, British Columbia) ist ein ehemaliger kanadischer Eishockeyspieler, derzeitiger -trainer und -funktionär, der während seiner aktiven Karriere zwischen 1998 und 2004 unter anderem 261 Spiele für die Vancouver Canucks, New York Islanders, Ottawa Senators und Minnesota Wild in der National Hockey League auf der Position des rechten Flügelstürmers bestritten hat.

## Karriere
Muckalt war zwischen 1991 und 1994 in der British Columbia Junior Hockey League für die Merritt Centennials und über einen kurzen Zeitraum die Kelowna Spartans aktiv. In diesem Zeitraum wurde er im NHL Entry Draft 1994 in der neunten Runde an 221. Stelle von den Vancouver Canucks aus der National Hockey League ausgewählt. Statt allerdings ins Profilager zu wechseln, entschied sich der 20-Jährige für ein Studium an der University of Michigan. Parallel spielte er für deren Eishockeyprogramm in der Central Collegiate Hockey Association, einer Division der National Collegiate Athletic Association und gewann in den Jahren 1996 und 1998 jeweils die nationale College-Meisterschaft.
Zur Saison 1998/99 zog es den Stürmer schließlich in den Profibereich. Auf Anhieb erspielte sich der Rookie einen Stammplatz im NHL-Kader der Vancouver Canucks. Er schloss die Spielzeit mit 36 Scorerpunkten in 73 Spielen ab – eine Marke, die er im weiteren Verlauf seiner Karriere nicht mehr erreichen sollte. Bereits das folgende Spieljahr war von einem Transfer und einer Verletzung geprägt. Im Dezember 1999 wurde er gemeinsam mit Dave Scatchard und Kevin Weekes für Torwart Félix Potvin sowie Wahlrechte der zweiten und dritten Runde im NHL Entry Draft 2000 an die New York Islanders abgegeben. Bis zum Saisonende bestritt Muckalt aber lediglich zwölf Spiele für New York, da eine im Januar 2000 erlittene Schulterverletzung seine Saison frühzeitig beendete. In der folgenden Spielzeit absolvierte er 60 Begegnungen für die Islanders, ehe er im Juni 2001 mit Zdeno Chára und einem Erstrunden-Wahlrecht im bevorstehenden NHL Entry Draft 2001 zu den Ottawa Senators transferiert, die dafür Alexei Jaschin nach Long Island schickten.
In Ottawa konnte der Stürmer zwar 70 Spiele im Verlauf der Saison 2001/02 bestreiten, verbuchte dabei aber lediglich acht Torvorlagen, woraufhin sein auslaufender Vertrag nicht verlängert wurde. Muckalt unterzeichnete daher im Sommer 2002 als Free Agent einen Vertrag bei den Minnesota Wild. Dort startete er mit acht Punkten in den ersten acht Spielen überaus erfolgreich, ehe ihn eine erneute Schulterverletzung bis zum Beginn der Play-offs ausfallen ließ. In der Spielzeit 2003/04 versuchte er noch einmal beim Wild-Farmteam Houston Aeros ein Comeback. Letztlich verhinderte die Schulterverletzung aber eine erfolgreiche Fortsetzung seiner Karriere, sodass Muckalt im Alter von 30 Jahren zurücktrat.
Im Anschluss an seine Spielerkarriere begann Muckalt ab 2006 zunächst in unterklassigen Ligen als Chef- und Assistenztrainer zu arbeiten. In der Saison 2010/11 trainierte er die New Mexico Mustangs aus der North American Hockey League. Danach war er vier Jahre als Assistenztrainer im Eishockeyprogramm der Michigan Technological University tätig. Seit Beginn der Saison 2015/16 ist er in Personalunion Cheftrainer und General Manager der Tri-City Storm aus der United States Hockey League.

## Erfolge und Auszeichnungen
- 1995 CCHA All-Rookie Team
- 1996 NCAA-Division-I-Championship mit der University of Michigan
- 1998 CCHA First All-Star Team
- 1998 NCAA-Division-I-Championship mit der University of Michigan
- 1998 NCAA West First All-American Team

## Karrierestatistik
(Legende zur Spielerstatistik: Sp oder GP = absolvierte Spiele; T oder G = erzielte Tore; V oder A = erzielte Assists; Pkt oder Pts = erzielte Scorerpunkte; SM oder PIM = erhaltene Strafminuten; +/− = Plus/Minus-Bilanz; PP = erzielte Überzahltore; SH = erzielte Unterzahltore; GW = erzielte Siegtore; 1 Play-downs/Relegation; Kursiv: Statistik nicht vollständig)